# St. Jakob (Donnersberg)

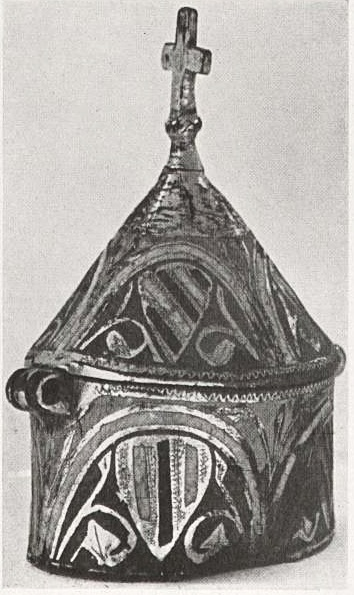
Pyxis, um 1200, gefunden auf dem Klostergelände

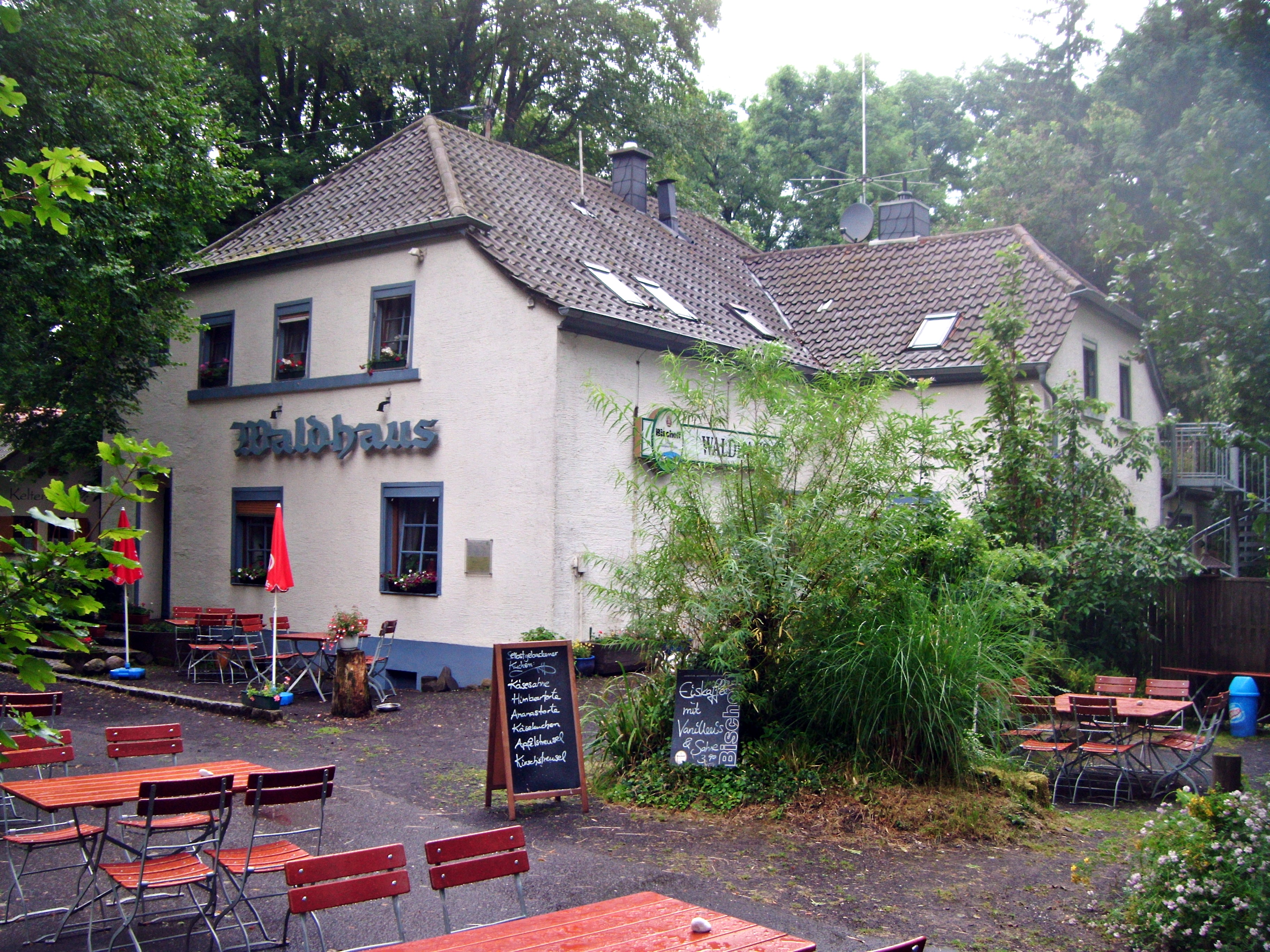
Donnersberg, Gaststätte Waldhaus

St. Jakob ist ein ehemaliges Kloster auf dem Donnersberg, Gemarkung Dannenfels, im Donnersbergkreis, Rheinland-Pfalz.

## Geschichte
1335 übergaben die Grafen von Sponheim eine bereits bestehende, innerhalb der keltischen Ringwallanlage gelegene Jakobuskapelle dem Priester Heinrich vom Heilig-Grab-Kloster Speyer, um dort ein „echtes Kloster“ vom Eremitenordens des heiligen Paulus (Pauliner) zu gründen. Dem genannten Speyerer Konvent unterstand seit 1214 die Pfarrei Kirchheimbolanden, welcher die Kapelle nun angeschlossen wurde. Das Seelbuch des späteren Klosters hält bereits für das Jahr 1323 den Tod des dortigen Eremitenfraters Conrad von Dreis(en) fest. Er lebte offenbar alleine hier, als Einsiedler. Durch eine Urkunde des Mainzer Erzbischofs Heinrich III. von Virneburg, von 1337, ist eine damals schon bestehende Wallfahrt zu der genannten Jakobskapelle auf dem Donnersberg belegt. Sowohl in der Urkunde von 1335 als auch in der von 1337 wird die Kapelle als Einsiedelei bezeichnet.
Die Pauliner erhielten Kapelle, Haus und Hofstatt mit Feld und Wald 1370, durch Graf Heinrich II. von Sponheim-Bolanden, unter Zustimmung des Priors Friedrich vom Hl. Grab Konvent Speyer (1371), und erbauten ein kleines Kloster. 1371 schenkte der Graf alle genannten Liegenschaften diesem Kloster als Seelgerät für sich, seine Gattin Adelheid, sowie für alle ihre Vorfahren und Nachkommen, mit zwei ewigen Messen als Jahrzeiten. Zwei Ablässe zugunsten des Klosterbaues, gewährt 1380 durch Kardinal Pietro Pileo di Prata, unterstützten die neue Stiftung. Von etwa 1400 bis 1418 betreute die Gemeinschaft die Marien-Wallfahrtskapelle in Fischbach bei Kaiserslautern, wo danach das Kloster Fischbach entstand. Mit Urkunde vom 4. Januar 1449 übertrug der Mainzer Generalvikar Siegfried Piscator dem Jakobskloster die Seelsorge in der St. Maria geweihten Schlosskapelle von Burg Tannenfels.
Am 7. August 1544 übergab der Pauliner-Provinzial Niklaus Zorn das inzwischen ruinöse Kloster mit allem Zubehör an den Landesherrn, Graf Johann Ludwig von Nassau-Saarbrücken. Der treu zum alten Glauben stehende Graf wollte das Kloster wieder renovieren und es sollte erneut mit 2 Konventualen besetzt werden, allerdings starb er schon im Jahr darauf. Trotzdem wurde 1546 das Klostergut in Pfeddersheim veräußert und dadurch die Renovierung finanziert. Die Pauliner kehrten nochmals für kurze Zeit auf den Donnersberg zurück.

Durch den Übertritt der Grafen zur Reformation wurde das Kloster um 1554 aufgelöst. Graf Albrecht von Nassau-Weilburg wandelte es zu einem herrschaftlichen Jagdhaus um, setzte Hofleute hinein und ließ das umliegende Feld bewirtschaften. Nach dem Dreißigjährigen Krieg wird die Liegenschaft als zerstört bezeichnet, 1670 als landwirtschaftliches Hofgut verpachtet und wieder aufgebaut. In einer Beschreibung der Herrschaft Kirchheim heißt es 1657 darüber: 

„Absonderlich liegt in der Herrschaft der Donnersberg. Auf der Höhe befindet sich eine schöne luftige Ebene und Wiesen und mehr als 200 Morgen Graswuchs, darauf ein Kloster St. Jakobs Orden gestanden, ist ruiniert und zu Zeiten Graf Albrechts zu einem Jagdhaus repariert, auch große Stallungen dazu gebaut worden, aber alles ruinieret. Vor diesem Kloster auf der Ebene springt eine sehr starke und helle Quelle gesunden guten Wassers, fließt in fünf dazu gemachte, jetzo wieder zwei reparierte Weiher; sind mit Karpfen und Forellen besetzt.“

1855 kaufte der bayerische Staat das Areal auf, riss die Gebäude bis auf eines ab und forstete das Gelände wieder auf. Vom Hofgut haben sich Grundmauern nahe der heutigen Gaststätte „Waldhaus“ erhalten. Das Gasthaus ist der letzte Rest der Hofgebäude (Taglöhnerhäuschen) und wurde 1860 in seiner heutigen Gestalt neu erbaut. In der Gaststube sind vom alten Kloster eine gotische Sakramentsnische aus dem 14. Jahrhundert, sowie ein romanischer Zierstein und eine Bodenfliese mit Ziermuster eingemauert. Das Sakramentshaus trägt die lateinische Inschrift: „hic est ver(e) deu(s)“ (Hier ist wahrhaftig Gott). Zu Beginn des 20. Jahrhunderts fand man auf dem ehemaligen Klostergelände eine emaillierte Pyxis (Hostiendose) aus der Zeit um 1200. Sie kam ins Historische Museum der Pfalz zu Speyer, ist aber seit 1945 verschollen.

## Galerie

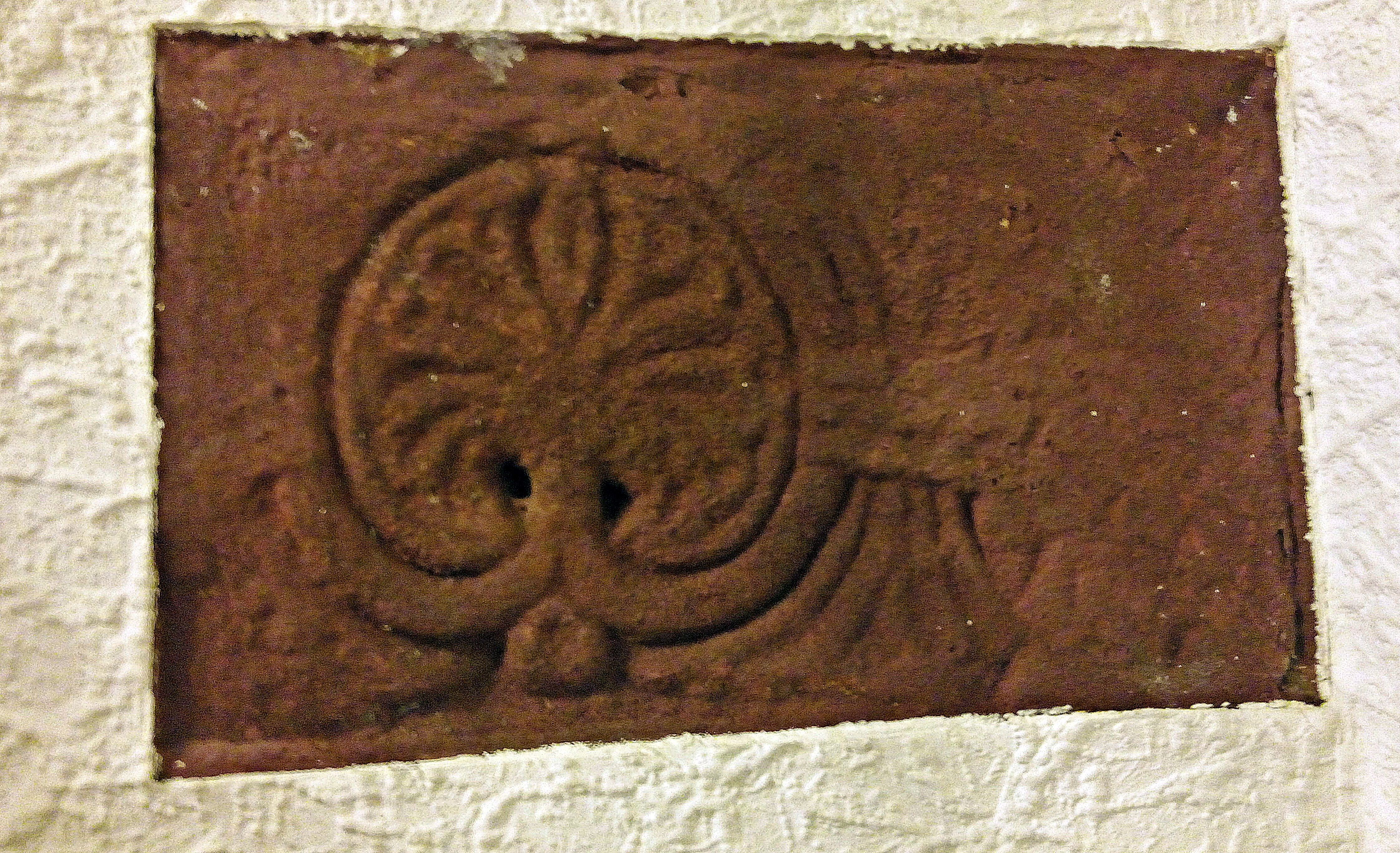
Romanischer Zierstein, Gaststätte Waldhaus, Donnersberg
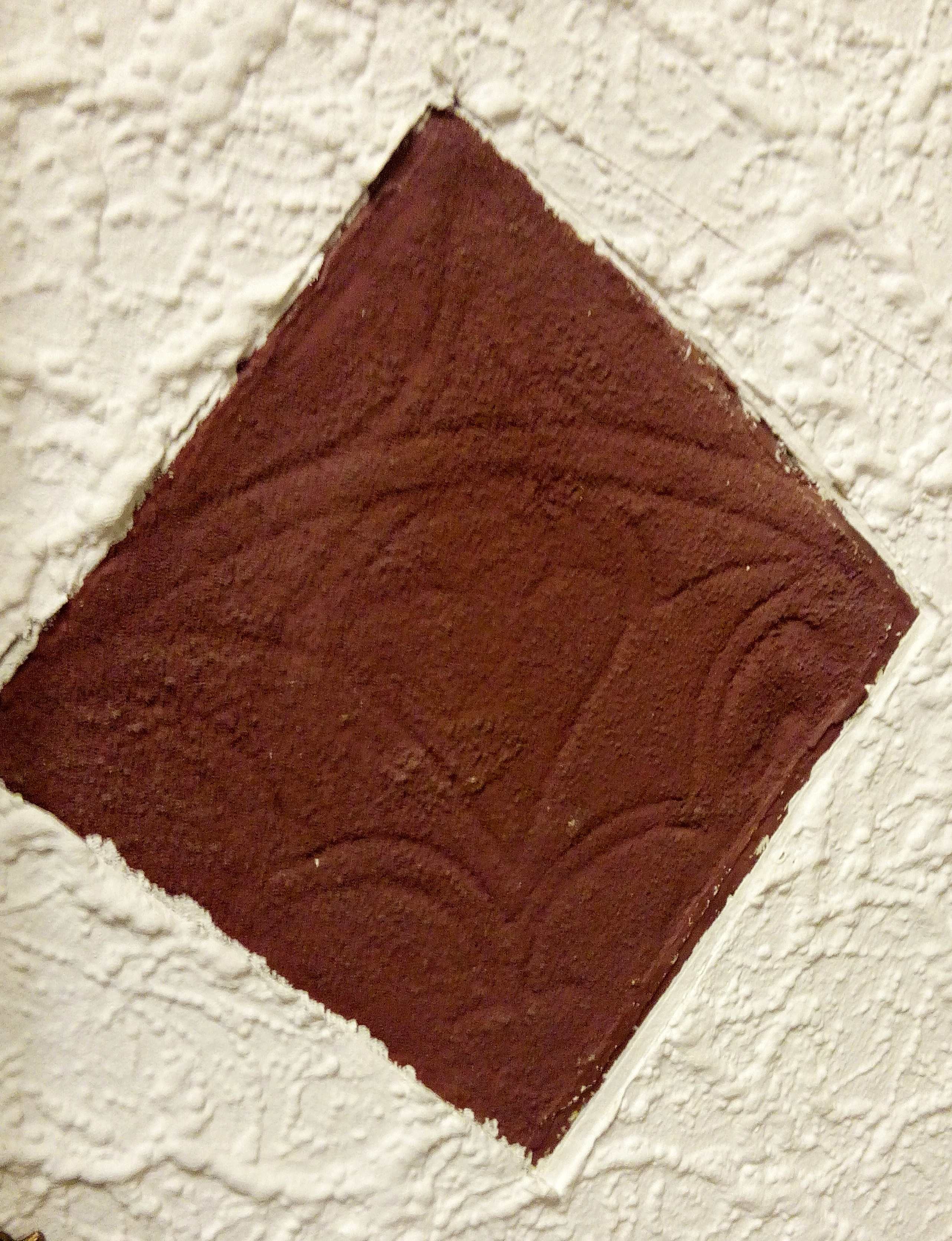
Romanische Bodenfliese, Gaststätte Waldhaus, Donnersberg